# Paratrechalea galianoae
Paratrechalea galianoae là một loài nhện trong họ Trechaleidae.
Loài này thuộc chi Paratrechalea. Paratrechalea galianoae được miêu tả năm 2005 bởi Carico.